# Sacsamarca (distrito)
Sacsamarca é um distrito do peru, departamento de Ayacucho, localizada na província de Huanca Sancos.

## Transporte
O distrito de Sacsamarca é servido pela seguinte rodovia:
- AY-108, que liga a cidade de Huancapi ao distrito de Carapo
- PE-30D, que liga o distrito de Palpa (Região de Ica) à cidade de Los Morochucos (Região de Ayacucho)
- AY-110, que liga a cidade  de Sancos ao distrito de Aucara
- AY-109, que liga a cidade de Canaria ao distrito de Puquio [1][2][3]